# The Boy - La maledizione di Brahms
The Boy - La maledizione di Brahms (Brahms: The Boy II) è un film del 2020 diretto da William Brent Bell.
La pellicola è il sequel del film The Boy del 2016.
L'edizione home video è stata distribuita con il titolo The Boy II - La maledizione di Brahms.

## Trama
Liza, Sean e Jude sono una famiglia come tante altre ma, dopo l'ingresso di alcuni ladri in casa ed una conseguente aggressione ai danni di madre e figlio, il piccolo sviluppa una forma di mutismo e i rapporti fra i due genitori si fanno abbastanza tesi. In seguito ad un attacco di panico di Liza, che finisce per terrorizzare il bambino, i tre si trasferiscono definitivamente in una nuova abitazione per superare il trauma. La casa sembra molto accogliente e confina con un bosco davvero enorme: il luogo perfetto per cambiare radicalmente vita e cercare di superare il trauma. Mentre i genitori esplorano un'enorme villa abbandonata situata appena oltre il bosco, Jude trova una bambola di porcellana (Brahms) fra gli alberi, e insieme ad essa un regolamento. Sebbene la bambola sia abbastanza inquietante, soprattutto agli occhi di Sean, Jude insiste per portarla a casa.
Fin da subito, qualcosa di strano sembra riguardare la bambola: Jude ci comunica alla stregua di un amico immaginario, e quando il giocattolo gli chiede di portarlo nel bosco il bambino non esita a farlo. La famiglia fa dunque la conoscenza del guardiano della proprietà e del suo cane: l'atteggiamento dell'uomo appare un po' ambiguo. Mentre i demoni del passato risultano difficili da debellare, cose sempre più strane accadono tra Jude e Brahms: il bambino parla soltanto con la bambola, trascrive delle regole che afferma gli siano state suggerite dall'oggetto e soprattutto sembra aver distrutto il suo ex orsacchiotto preferito, sebbene affermi sia stato Brahms a farlo. Liza decide allora di separare suo figlio dal giocattolo temendo che questo abbia un effetto negativo sul bambino, e così iniziano ad accadere cose strane: la televisione si accende da sola in una stanza in cui è presente solo il pupazzo, e subito dopo il giocattolo svanisce dal salone senza che sia stato tuttavia il bambino a toccarlo. Liza troverà dunque Brahms da solo nella stanza da letto del bambino, la cui porta era stata fra l'altro chiusa a chiave proprio mentre la bambola era apparentemente sola nella stanza.
In seguito a questo avvenimento, il bambino chiede scusa a sua madre per averla spaventata (Jude comunica utilizzando dei fogli di carta ed un pennarello), ma la donna non riesce a tranquillizzarsi. Anche la psicologa che ha in cura il bambino le dice di tranquillizzarsi, ma la donna non ci riesce e decide di fare delle ricerche su come identificare una bambola antica. Mentre il bambino è da solo con Brahms, l'inquietante guardiano si presenta in giardino ed inizia a parlare sia con lui che con la bambola. Liza vede la scena dalla finestra e si precipita immediatamente in giardino, interrompendo la strana conversazione.
Quella notte la donna cerca di trovare simboli che indichino se la bambola è antica, ma quello che trova non sembra autentico e, soprattutto, ha una visione molto inquietante mentre controlla la bambola. Da quel momento le cose peggiorano: Liza scopre dei disegni orripilanti fatti da suo figlio, il bambino decide di vestirsi come la bambola e pretende che il giocattolo stia con loro a tavola. Come se non bastasse, il bambino continua a parlare di assurde regole pretese da Brahms e, quando i genitori decidono di punirlo, una misteriosa forza mette a soqquadro la stanza. Sean è più incline a credere sia stata Liza che Jude, tuttavia i due convengono che la cosa più saggia da fare sia disfarsi della bambola. Nel frattempo, il guardiano scopre che il suo cane è stato ucciso: in uno dei disegni di Jude appariva proprio la morte dell'animale.
L'indomani, Jude e Brahms sono scomparsi: Liza va dunque a cercare il figlio nella casa abbandonata, trovandolo con addosso una maschera che rappresenta il volto della bambola, spaventandosi molto. Proprio in quel momento il bambino ricomincia a parlare: subito dopo Sean e il custode li trovano chiusi in una stanza che non riuscivano ad aprire. Dopo aver distratto il bambino con una scusa, il custode racconta ai genitori della storia di Brahms, quanto visto insomma nel film precedente. Il custode rivela inoltre la morte del suo cane: Liza e Sean temono sia stato Jude ad ucciderlo, e ne parlano con la psichiatra. Le cose degenerano all'arrivo di alcuni parenti, ospiti sgraditi a Brahms. Mentre gli adulti chiacchierano tranquillamente, uno dei bambini ospiti si comporta da bullo con Jude e la sua stessa sorellina: come conseguenza delle sue azioni il bambino ha un incidente e si ferisce. Nonostante l'incidente appaia completamente casuale, Jude rivela di essere molto spaventato da Brahms perché la bambola ha minacciato di uccidere i suoi genitori.
Sia Sean che Liza, in modalità differenti, scoprono che in passato sono avvenute molte stragi familiari in cui bambini avevano confessato di aver ucciso i genitori per via del volere di una bambola: a questo punto Sean torna immediatamente, mentre Liza viene rapita dal custode. Egli le confessa che Jude è con Brahms nella casa e che lui stesso è sotto l'influsso del pupazzo, tant'è che aveva seppellito lui stesso la bambola affinché il bambino la trovasse. La donna riesce a trovare suo figlio e la bambola, tuttavia il bambino le punta contro un fucile e minaccia di ucciderla: proprio in quel momento arriva Sean, che riesce a distruggere il pupazzo. Appena dopo arriva anche il custode, che si rivela tuttavia terrorizzato dal fatto che la bambola possa risvegliarsi e punirlo per non averla protetta; quanto da lui previsto accade e la bambola dimostra anche di possedere poteri telecinetici. Ciononostante, il bambino sembra riuscire a distruggerla gettandola in una stufa. Nei mesi successivi tutto sembra andare per il meglio, anche perché i tre hanno cambiato casa, tuttavia la maledizione di Brahms sembra perseguitarli ancora.

## Promozione
Il trailer del film è stato diffuso l'8 gennaio 2020.

## Distribuzione
La pellicola è stata distribuita nelle sale statunitensi dal 21 febbraio 2020 mentre nelle sale Italiane ed Europee il film a causa del covid-19 non è stato programmato. Il film è stato distribuito in Italia direttamente sulla piattaforma Amazon Prime Video ed è stato poi distribuito in DVD dalla Midnight Factory dal 19 novembre 2020.

## Accoglienza

### Incassi
A fronte di un budget di 10 milioni di dollari, il film ha incassato al botteghino 20,3 milioni di dollari.

### Critica
Il film ha ricevuto critiche prevalentemente negative: sulla piattaforma Rotten Tomatoes, il film ha ricevuto un apprezzamento del 9% ed un voto di 3,52 su 10 sulla base di 53 recensioni.